# Hotelliggaren
Hotelliggaren, engelsk titel Two Into One, är en fars av engelsmannen Ray Cooney som hade urpremiär 1984. Pjäsen är en klassisk spring-i-dörr-fars som har gjort succé på många olika scener i hela Europa. 

## Handling
En vänsterprasslande brittisk minister har stämt träff med sin älskarinna på ett hotellrum i London. Hans sekreterare får i uppdrag att under tiden underhålla ministerns hustru. Sekreteraren rör till det mesta och hamnar själv i sängen med ministerns hustru. En kolerisk hotelldirektör och en nyfiken servitör samt en rad andra figurer påskyndar händelseförloppet.

## Uppsättningar i Sverige
I Sverige gick pjäsen för utsålda hus på Folkan i Stockholm 1985–86 med bland andra Frej Lindqvist, Gösta Ekman, Dan Ekborg, Meg Westergren, och Sissela Kyle i rollistan.
Teaterdirektören Hagge Geigert fick en stor framgång med pjäsen på Lisebergsteatern i Göteborg 1990, där huvudrollerna gestaltades av Puck Ahlsell, Ulf Dohlsten och Laila Westersund. 
1997 gick den upp på Chinateatern i Stockholm, då med Peter Haber, Robert Gustafsson och Suzanne Reuter i huvudrollerna. Uppsättningen från Chinateatern finns utgiven på DVD.
Hotelliggaren uppfördes sommaren 2012 i Huskvarna Folkets Park i Huskvarna, i regi av Carl Michael Karlsson.
På Fredriksdalsteatern 2017 spelades pjäsen med bland andra Eva Rydberg, Ola Forssmed, Fredrik Dolk, Sussie Eriksson, en föreställning som visades på Sveriges Television efter nyårshelgen 2018.
Teaterföreningen Sigurd satte upp föreställningen Hotelliggaren på Kulturhuset Royal i Eskilstuna.